# Hank Moonjean
Hank Moonjean (Evanston, 19 de enero de 1930-Hollywood Hills, 7 de octubre de 2012) fue un productor de cine estadounidense. entre sus producciones figuran Las amistades peligrosas (Dangerous Liaisons), Perversión en las aulas (Child's Play ) y El gran Gatsby (The Great Gatsby) y muchas películas de Burt Reynolds. Moonjean y su compañera Norma Heyman recibieiron una nominación al Óscar a la mejor película en 1988 por Las amistades peligrosas.

## Biografía
Moonjean viene de un familia de inmigrantes armenios. Se graduó en la Universidad del Sur de California (USC). Poco después de graduarse, encontró un puesto como intérprete en MGM Studios y posteriormente empezó como ayudante de dirección con Bhowani Junction, dirigida por George Cukor. Trabajó en MGM durante ocho años como segundo director de films como Melodía interrumpida (Interrupted Melody), Los contrabandistas de Moonfleet (Moonfleet), Marcado por el odio (Somebody Up There Likes Me), El loco del pelo rojo (Lust for Life), El rock de la cárcel (Jailhouse Rock), Una mujer marcada (BUtterfield 8), La leyenda del indomable (Cool Hand Luke), Té y simpatía (Tea and Sympathy) o La extraña pareja (The Odd Couple).
Moonjean colaboró a producir o coproducir muchas películas protagonizadas por Burt Reynolds como De miedo también se muere (The End) y Hooper, el increíble (Hooper) (ambas en 1978), Vuelven los caraduras (Smokey and the Bandit II) en 1980, Un padre fuera de serie (Paternity) en 1981, La brigada de Sharky (Sharky's Machine) en 1981 y As de plumas (Stroker Ace) en 1983. En 1975, Moonjean anunció que sería el productor de la película de The Bryna Company Something Wicked This Way Comes, pero abandonó el proyecto.
En 2008, Moonjean publicó sus memorias Bring In The Peacocks: Memoirs Of A Hollywood Producer. También donó su colección de anuncios de películas a la Academia de Artes y Ciencias Cinematográficas.
Hank Moonjean murió de un cáncer pancreático en su residencia de Hollywood Hills el 7 de octubre de 2012a los 82 años. He was survived by his partner of 51 years, Bradley Bennett.

## Filmografía
Como productor
| Año  | Título en español                            | Título original                     | Cargo               |
| ---- | -------------------------------------------- | ----------------------------------- | ------------------- |
| 1966 | Dominique                                    | The Singing Nun                     | productor asociado  |
| 1966 | Mi regalo de cumpleaños                      | Spinout                             | productor asociado  |
| 1967 | Una bala para el diablo                      | Welcome to Hard Times               | productor asociado  |
| 1968 | La vida secreta de una esposa norteamericana | The Secret Life of an American Wife | productor asociado  |
| 1970 | Un hombre de hoy                             | WUSA' '                             | productor asociado  |
| 1972 | Perversión en las aulas                      | Child's Play                        | productor asociado  |
| 1974 | El gran Gatsby                               | The Great Gatsby                    | productor asociado  |
| 1975 | Dos pillos y una herencia                    | The Fortune                         | productor ejecutivo |
| 1978 | De miedo también se muere                    | The End                             | Productor ejecutivo |
| 1978 | Hooper, el increíble                         | Hooper                              | Productor           |
| 1980 | Vuelven los caraduras                        | Smokey and the Bandit II            | Productor           |
| 1981 | La increíble mujer menguante                 | The Incredible Shrinking Woman      | Productor           |
| 1981 | Un padre fuera de serie                      | Paternity                           | Productor           |
| 1981 | La brigada de Sharky                         | Sharky's Machine                    | Productor           |
| 1983 | As de plumas                                 | Stroker Ace                         | Productor           |
| 1988 | Más que un recuerdo                          | Stealing Home                       | Productor           |
| 1988 | Las amistades peligrosas                     | Dangerous Liaisons                  | Productor           |

## Premios y distinciones
Premios Óscar
| Año  | Categoría      | Película                 | Resultado |
| ---- | -------------- | ------------------------ | --------- |
| 1989 | Mejor película | Las amistades peligrosas | Nominado  |